# Saint-Georges-en-Auge
Saint-Georges-en-Auge,  [sɛ̃ʒɔrʒɑ̃'noːʒ] o semplicemente [sɛ̃'ʒɔrʒ], è un ex comune francese di 99 abitanti situato nel dipartimento del Calvados nella regione della Normandia. Il 1º gennaio 2017 è stato assorbito, insieme a numerosi altri comuni, dal comune di nuova costituzione di Saint-Pierre-en-Auge.

## Società

### Evoluzione demografica
Abitanti censiti